# Pierre Cérésole
Pierre Cérésole (Lausanne, 17 de agosto de 1879-Le Daley, Lutry, 23 de octubre de 1945) fue un activista por la paz e ingeniero suizo, conocido principalmente por ser el fundador de la organización Servicio Civil Internacional (SCI), la cual nació en 1920 para ayudar en la reconstrucción tras la Primera Guerra Mundial con el objetivo de alcanzar una atmósfera de hermandad. 

## Biografía
Pierre Cérésole nació en Lausanne el 17 de agosto de 1879 en el seno de una familia protestante acomodada. Su padre, Paul Cérésole, fue miembro del Consejo Federal suizo y Presidente de la Confederación suiza.
Cérésole estudió ingeniería y matemáticas en Zúrich y en Alemania. Entre 1909 y 1914, viajó alrededor el mundo. 
Durante la Primera Guerra Mundial, expresó públicamente su oposición a la guerra y se negó a pagar los impuestos destinados a la adquisición de armas, por lo que pasó un día en prisión.
En 1931, Cérésole conoció a Mahatma Gandhi en Lausanne, mientras  se quedaba en la casa de  Romain Rolland en Ginebra. Cérésole se inspiró en el pensamiento de Gandhi, pero también discrepaba con partes de su enfoque de no-cooperación. Asimismo, ambos estaban de acuerdo en rechazar toda actividad militar por parte de cualquier gobierno. Sin embargo, solo Cérésole estaba de acuerdo en cooperar con gobiernos y otros grupos de cualquier ideología.
En noviembre de 1933, Cérésole cruzó la frontera entre Suiza y Alemania para reunirse con Adolf Hitler y debatir sobre la situación en la que se encontraba Alemania, aunque finalmente la reunión no tuvo lugar.
Cérésole también fue inspirado por el pensador estadounidense William James. A su vez, Cérésole inspiró a Kees Boeke.
Tras su muerte, su amiga y también activista por la paz, Héléne Monastier, publicó su biografía y muchos de sus escritos.

## Reconocimientos
Cérésole estuvo nominado para el premio Nobel de la Paz en 1938 y 1939.